# زن سبزپوش
زنی در جامه سبز یا زن سبزپوش (به انگلیسی: The Woman in Green) نام یازدهمین فیلم از مجموعه فیلم‌های شرلوک هولمز با بازی نایجل بروس و بازیل رتبون است. این فیلم از هیچ‌کدام از داستان‌های سر آرتور کانن دویل اقتباس نشده ولی ایده‌هایی را از داستان‌های پرونده نهایی و ماجرای خانه خالی نوشته این نویسنده گرفته است. در این فیلم، بازیل رتبون در نقش شرلوک هولمز، نایجل بروس در نقش دکتر واتسون، هیلاری بروک در نقش زن عنوان فیلم، و هنری دانیل در نقش پروفسور موریارتی ایفای نقش می‌کنند. زنی در جامه سبز در سال ۱۹۴۵ توسط روی ویلیام نیل در ژانر فیلم جنایی و کارآگاهی کارگردانی و تهیه شد. این فیلم هم‌اکنون در بانک اینترنتی اطلاعات فیلم‌ها امتیاز ۶٫۹ از ۱۰ را دارد.

## خلاصه داستان
شرلوک هلمز به بررسی پرونده‌ای می‌پردازد که در آن دختران جوان به طرز مشکوکی در اطراف شهر لندن به قتل می‌رسند.